# Białka pełnowartościowe
Białka pełnowartościowe (doborowe) – białka zawierające wszystkie aminokwasy egzogenne w odpowiednich ilościach oraz w odpowiednim wzajemnym stosunku (w przeciwieństwie do białek niepełnowartościowych, niedoborowych). Pełnowartościowe są białka zwierzęce (bogate są w nie np. jajka, mięso, drób, ryby, ser i mleko) oraz niektóre białka roślinne (np. zawarte w amarantusie i komosie ryżowej, a także w algach np. chlorelli i spirulinie).